# Гней Октавий (консул 165 г. пр.н.е.)
Вижте пояснителната страница за други значения на Гней Октавий.
Гней Октавий (на латински: Gnaeus Octavius; † 162 пр.н.е., Лаодикея, Сирия) e политик и адмирал на Римската република през 2 век пр.н.е.

## Биография
Произлиза от фамилията Октавии. Син е на Гней Октавий (претор 205 пр.н.е.).
През 172 пр.н.е. Гней Октавий става едил. През 169 пр.н.е. e пратеник до Гърция.
През 169 пр.н.е. е приет в жреческата колегия на Квиндецимвирите (15 мъже за даване на жертвоприношения). Като претор 168 пр.н.е. командва флота в Третата македонската война и пленява македонския цар Персей на остров Самотраки. През 167 пр.н.е. остава като пропретор на Изток и се връща в Рим, за да празнува триумфа си на 1 декември (triumphus navalis). В чест на победата си той строи Porticus Octavia, богато украсена колонна зала на Цирк Фламиний, за пръв път в Рим с колони в коринтски стил. През 165 пр.н.е. той е избран за консул заедно с Тит Манлий Торкват.
През 162 пр.н.е. Гней Октавий е убит в Сирия, когато е пратеник до Средиземноморските територии. Неговият син Гней Октавий e консул 128 пр.н.е.